# エドワード・ラックマン
エドワード・ラックマン（Edward Lachman, 1948年3月31日 - ）は、アメリカ合衆国ニュージャージー州出身の映画撮影監督。

## 略歴
ハーヴァード大学、フランスのフランソワ・ラブレー大学、オハイオ大学などで学んだ。
トッド・ヘインズ監督作『エデンより彼方に』『キャロル』の両作でアカデミー撮影賞にノミネートされ、数々の映画賞を受賞し、前作では第59回ヴェネツィア国際映画祭において撮影賞も受賞している。
主にハリウッド映画の撮影を手がけているが、ヴィム・ヴェンダース、ハニフ・クレイシ、ヴェルナー・ヘルツォークといったヨーロッパの監督達の撮影にも参加している。

## 主な作品
- マドンナのスーザンを探して Desperately Seeking Susan （1985年）
- 東京画 Tokyo-Ga （1985年）
- レス・ザン・ゼロ Less Than Zero （1987年）
- BACKTRACK/バックトラック Backtrack （1989年）
- ハートに火をつけて Catchfire （1990年）
- ミシシッピー・マサラ Mississippi Masala （1991年）
- ロンドン・キルズ・ミー London Kills Me （1991年）
- ライト・スリーパー Light Sleeper （1991年）
- ミ・ファミリア My Family （1995年）
- イギリスから来た男 The Limey （1999年）
- ヴァージン・スーサイズ The Virgin Suicides （1999年）
- エリン・ブロコビッチ Erin Brockovich （2000年）
- スウィート・ノベンバー Sweet November （2001年）
- エデンより彼方に Far from Heaven （2002年）
- シモーヌ S1m0ne （2002年）
- KEN PARK ケン パーク Ken Park （2002年） 兼監督
- 今宵、フィッツジェラルド劇場で A Prairie Home Companion （2006年）
- アイム・ノット・ゼア I'm Not There （2007年）
- ダーク・ブラッド Dark Blood （2012年） ※1993年に制作し、一時中断
- キャロル Carol （2015年）
- ワンダーストラック Wonderstruck （2017年）
- ヴェルヴェット・アンダーグラウンド The Velvet Underground （2021年）

## 参照
1. ↑  Internet Encyclopedia of Cinematographers: Edward Lachman
2. ↑  “◇◇エドワード・ラックマン／Edward Lachman◇◇”. 2019年3月2日閲覧。